# Агаси-бек Авшаров, Александр Александрович
Александр Александрович Агаси-бек Авшаров (1833, Шемаха — 1907, Санкт-Петербург) — русский военачальник, генерал от кавалерии (1906).

## Происхождение и вероисповедание
Родился 25 сентября 1833 года в Шемахе, Российская империя.
В Новейшее время национальное происхождение Авшарова стало предметом спекуляций в связи с армяно-азербайджанским противостоянием. Так, ряд современных публикаций причисляет Авшарова к азербайджанской знати, а его предков — к мусульманам. Например, в справочнике «Ислам в Санкт-Петербурге: энциклопедический словарь» Авшарову посвящена статья, где Авшаров назван азербайджанцем и дворянином из Бакинской губернии. С. Н. Семанов в книге «Генерал Брусилов: документальное повествование» причисляет Авшарова к азербайджанской знати, предки которого, после вхождения в состав России, сохранили свои привилегии и магометанское вероисповедание. С другой стороны, архимандрит Августин (Никитин) в книге «Храмы Невского проспекта. Из истории  инославных и православной общин Петербурга» именует Авшарова членом армяно-григорианской общины города. Версии об армянском происхождении Авшарова придерживаются и авторы многочисленных современных книг, посвящённых армянам — генералам Российской империи. 
Ситуация осложняется тем, что в дореволюционных официальных документах не указывалось национальное происхождение офицеров или генералов, однако, указывалось их вероисповедание. В официальном периодическом издании Военного министерства Российской империи «Список генералам по старшинству» c 1890 по 1905 годы вероисповедание Агаси-Бек Авшарова указывается армяно-григорианским. Таким образом, армяно-григорианское вероисповедание генерала можно считать подтверждённым фактом. О национальном же происхождении Авшарова не имели точных данных и его современники. Так, согласно автору работы об Офицерской кавалерийской школе генерал-лейтенанту Н. А. фон Дистерло (1871—1919), Авшаров происходил «из горцев» (к которым в то время ни армян, ни азербайджанцев не относили).

## Военная служба
27 октября 1845 года Агаси Бек был зачислен во 2-й кадетский корпус. 31 августа 1849 года по «Высочайшему повелению выпущен на службу юнкером с выслугой в сём звании до производства в офицеры до августа месяца 1852 года» и назначен в Оренбургский уланский полк.
После расформирования Оренбургского уланского полка 28 марта 1852 года поступил в Уланский Его Императорского Высочества Эрцгерцога Австрийского Леопольда полк (также известный, как Украинский уланский полк). 12 июня 1853 года был произведён в корнеты. 23 июня 1854 года произведён в поручики. 15 июня 1856 года получил бронзовую медаль в память войны 1853—1856 гг.

### Крымская война
После начала Крымской войны резервная Уланская дивизия, в состав которой входил полк Авшарова, была выдвинута в окрестности города Одессы и присоединена к группе войск во главе с командиром 3-го пехотного корпуса генерал-адъютантом графом Д. Е. Остен-Сакен. Группа имела задачей оборону Одессы. С начала мая до начала сентября 1854 года резервная Уланская дивизия несла аванпостную службу по берегу Чёрного моря.
Ранним утром 14 сентября объединённые войска Англии, Франции и Турции начали высадку в Крыму, вблизи Евпатории. Под прикрытием боевых судов к вечеру 17 сентября было высажено 62000 человек при 134 орудиях. Заняв без боя Евпаторию, союзные войска 19 сентября  в 7 часов утра, согласно приказу главнокомандующего французской Восточной армией маршала Сент-Арно, в боевом построении покинули свою стоянку на месте высадки и двинулись на юг, к Севастополю.
Командующий Южной армией генерал-адъютант, генерал от артиллерии князь М. Д. Горчаков принял решение подкрепить крымскую группировку войск. С 24 сентября через Перекоп стали проходить войска, посланные из Одессы и Бессарабии. В числе других соединений была и Уланская резервная дивизия в составе четырёх восьмиэскадронных полков и конно-лёгкой батареи. Дивизии была поставлена задача надёжно блокировать занятую противником Евпаторию.
30 сентября передовые части резервной Уланской дивизии подошли к городу, где были встречены конницей противника. В результате скоротечного боя противник вынужден был отойти назад в город. С этого времени противник был надёжно блокирован в Евпатории. В этот день получил своё боевое крещение корнет Агаси-Бек Авшаров.
2 ноября генерал-лейтенант Корф предпринял рекогносцировку Евпатории, пользуясь тем, что сильный ветер заставил неприятельские суда отойти от берега, а также исходя из того, что внимание гарнизона было обращено преимущественно на оказание помощи погибавшим судам. К операции было привлечено 22 эскадрона улан, в том числе шесть эскадронов Уланского Его Императорского Высочества Эрцгерцога Австрийского Леопольда полка, три сотни казаков и 16 орудий. Однако рекогносцировка оказалась плохо подготовленной и отряд, понеся большие потери вынужден был отступить.
28 января 1855 года в Евпатории высадились две турецкие и одна египетская дивизии, с двумя эскадронами и двумя полевыми батареями, в числе 21,600 человек, под общим командованием Омер-паши. Кроме того, в городе находились: прежний турецкий гарнизон, до тысячи вооружённых татар, небольшой отряд французской пехоты и команда из 276 моряков выброшенного на мель и превращённого в батарею французского корабля «Генрих IV».
5 февраля командование русских войск предприняло попытку штурма Евпатории, однако и это предприятие оказалось безуспешным. Потеряв в общем 768 человек, русский отряд отошёл на исходные позиции. Противник потерял 377 человек. 23 июня того же года Агаси Бек Авшаров был произведён в поручики. К концу 1855 года боевые действия в Крыму были прекращены. 2 декабря полки резервной Уланской дивизии выступили из Крыма на зимние квартиры в Мелитопольский и Бердянский уезды, а по окончании войны, весной 1856 года вернулись в места постоянной дислокации, военные поселения Херсонской губернии. 15 июня 1856 года получил бронзовую медаль в память войны 1853—1856 гг.
22 февраля 1857 года поручик Авшаров был переведён в Украинский драгунский полк (c 14 мая 1860 года — Екатеринославский драгунский Ея Императорского Высочества великой княгини Марии Николаевны полк). 25 октября 1860 года он был произведён в штабс-капитаны. В 1861 году был командирован в переменный состав Елисаветградского офицерского кавалерийского юнкерского училища, которое окончил с отличием в 1863 году с награждением почётной саблей. 22 января того же года возвращён в свой полк. В июне произведён в капитаны.

### Польское восстание 1863 года
Во время Польского восстания 1863 года полк, в котором служил Авшаров, принимал участие в подавлении восстания. В декабре 1863 года Авшаров был назначен командиром 1-го эскадрона. 25 мая 1864 года Авшаров произведён был в майоры.

### Тверское кавалерийское юнкерское училище
В октябре 1865 гоа прикомандирован к Тверскому кавалерийскому юнкерскому училищу и назначен командиром эскадрона юнкеров. В октябре 1866 года Агаси Бек был награждён орденом Святой Анны 3-й степени. В январе 1869 года за отличие по службе произведён в подполковники. 26 ноября того же года назначен и.д. начальника Тверского кавалерийского юнкерского училища.

### Учебный кавалерийский эскадрон
В 1871 году Авшаров был командирован в постоянный состав (инструкторы-преподаватели) Учебного кавалерийского эскадрона, сформированного при Конной гвардии, 30 марта 1872 года — произведён в полковники. Состоял в должности помощника начальника эскадрона. С апреля 1872 года по апрель 1873 г. и с января по март 1877 года был председателем эскадронного суда. В августе 1874 года был удостоен ордена Святого Станислава 2-й степени. Авшаров был одним из инструкторов обучавших семнадцатилетнего великого князя Николая Николаевича младшего.

### Литовский уланский полк
17 марта 1877 года Агаси Бек Авшаров был назначен командиром 5-го уланского Литовского полка. В марте 1878 года «за отличную усердную службу» Агаси Бек Авшаров был награждён орденом Святого Станислава 2-й степени, а 22 сентября 1879 года за 25 летнюю «беспорочную и ревностную» службу орденом Святого Владимира 4-й степени с бантом. В марте 1883 года «за отличную усердную» службу был удостоен ордена Святого Владимира 3-й степени.

### Командование кавалерийскими бригадами
14 июля 1883 года за отличие по службе Агаси Бек Авшаров был произведён в генерал-майоры с назначением командиром 1-й бригады 8-й кавалерийской дивизии. В августе 1884 года во время лагерного сбора под гор. Бендеры по приказу начальника дивизии командовал сводной бригадой, составленной из 23-го драгунского Вознесенского и 24-го драгунского Лубенского полков. В марте и сентябре-октябре 1884 года временно командовал 8-й кавалерийской дивизией.
28 апреля 1885 года был назначен командиром 2-й бригады 12-й кавалерийской дивизии дислоцированной в Проскурове. 25 июня 1885 года Агаси Бек Авшаров был назначен командиром 6-й бригады кавалерийского запаса. Командовал бригадой двенадцать лет. Управление бригады располагалось в Богучарском уезде. С июля 1885 года по январь 1889 года являлся также председателем Борисоглебской войсковой строительной комиссии. 30 августа 1886 года награждён орденом Святого Станислава 1-й степени, а 30 августа 1890 года орденом Святой Анны 1-й степени.
По распоряжению военного министра с января по апрель 1894 года и с декабря того же года по март 1895 года находился в командировке в Санкт-Петербурге в качестве члена комиссии по разработке вопросов о кадрах кавалерийского запаса.
22 августа 1895 года был награждён знаком отличия «За 40 лет беспорочной службы», а 6 декабря орденом Святого Владимира 2-й степени. Высочайшим приказом 14 мая 1896 года был произведён в генерал-лейтенанты.

### Офицерская кавалерийская школа
3 мая 1897 года генерал-лейтенант Агаси Бек Авшаров был назначен начальником Офицерской кавалерийской школы в Санкт-Петербурге, сменив на этом посту генерал-майора В.Сухомлинова. Начальник школы пользовался в отношении своих подчинённых правами начальника дивизии. Он обладал правом самостоятельно назначать и увольнять всех должностных лиц, состоящих в штате учебного заведения, а также назначать им денежное вознаграждение из определённой по штату суммы.
15 февраля 1899 года Агаси Бек Авшаров получил Румынский орден Большого креста с короной. 1 января 1901 года он был удостоен ордена Белого Орла.

### Управление генерал-инспектора кавалерии
3 февраля 1902 года генерал-лейтенант Авшаров был назначен генералом для поручений при генерал-инспекторе кавалерии. В том же году получил высочайшее благоволение «за труды по составлению Высочайше утверждённых 29 декабря 1901 года проектов положений об обучении нижних чинов» и разрешение принять и носить Большой крест Болгарского ордена «За военные заслуги». В 1903 году в связи с выслугой 50 лет в офицерских чинах генерал-лейтенант Агаси Беку Авшаров был удостоен ордена Св. Александра Невского.
Высочайшим приказом о чинах военных от 14 февраля 1906 года генерал для поручений при генерал-инспекторе кавалерии, генерал-лейтенант Агаси-Бек-Авшаров был произведён в генералы от кавалерии с увольнением от службы с мундиром и пенсией.
Скончался 29 января 1907 года, похоронен на Смоленском армянском кладбище св. Воскресенья (Санкт-Петербург). 